# Tora Berger
Tora Berger (Ringerike, 1981. március 18. –) olimpiai bajnok norvég sílövő. Biatlon pályafutását 1991-ben kezdte.
A világkupában 2001-ben mutatkozott be. Összetettben egy alkalommal végzett a dobogón, a 2008/2009-es sorozatot a harmadik helyen zárta.
2005 óta indul a világbajnokságokon, de aranyérmet még nem sikerült nyernie. Többször is dobogós hely valamelyikén végzett, főleg a váltóval és a vegyes váltóval: két ezüst és három bronzérme van.
Jelen volt a 2006-os olimpián, valamennyi női versenyszámban elindult, a legjobb helyezése egy ötödik hely volt a norvég váltóval. A 2010-es téli olimpián aranyérmet nyert a 15 km-es versenyszámban.

## Eredményei

### Olimpia
| Év   | Világbajnokság | Versenyszám | Versenyszám | Versenyszám   | Versenyszám | Versenyszám | Versenyszám |
| Év   | Világbajnokság | Egyéni      | Sprint      | Üldözőverseny | Tömegrajtos | Váltó       |             |
| ---- | -------------- | ----------- | ----------- | ------------- | ----------- | ----------- | ----------- |
| 2006 | Torino         | 13          | 23          | 18            | 25          | 5           |             |
| 2010 | Vancouver      | 1           | 33          | 5             | 18          | 4           |             |

### Világbajnokság
| Év   | Világbajnokság     | Versenyszám | Versenyszám | Versenyszám   | Versenyszám | Versenyszám | Versenyszám  |
| Év   | Világbajnokság     | Egyéni      | Sprint      | Üldözőverseny | Tömegrajtos | Váltó       | Vegyes váltó |
| ---- | ------------------ | ----------- | ----------- | ------------- | ----------- | ----------- | ------------ |
| 2005 | Hochfilzen         | 21          | 11          | 19            | 13          | 5           | ----         |
| 2005 | Hanti-Manszijszk   | ----        | ----        | ----          | ----        | ----        | 10           |
| 2006 | Pokljuka           | ----        | ----        | ----          | ----        | ----        | 2            |
| 2007 | Antholz-Anterselva | 4           | 10          | 19            | 25          | 3           | 3            |
| 2008 | Östersund          | 4           | 4           | 4             | 2           | 6           | ----         |
| 2009 | Phjongcshang       | 3           | 19          | 9             | 15          | 11          | ----         |
| 2010 | Hanti-Manszijszk   | ----        | ----        | ----          | ----        | ----        | 2            |

### Világkupa
| Idény   | Összesített eredmény Helyezés (Pontszám) | Összesített eredmény Helyezés (Pontszám) | Összesített eredmény Helyezés (Pontszám) | Összesített eredmény Helyezés (Pontszám) | Összesített eredmény Helyezés (Pontszám) |
| Idény   | Összetett                                | Egyéni                                   | Sprint                                   | Üldözőverseny                            | Tömegrajtos                              |
| ------- | ---------------------------------------- | ---------------------------------------- | ---------------------------------------- | ---------------------------------------- | ---------------------------------------- |
| 2002/03 | 68 (1)                                   | 0                                        | 63 (1)                                   | 0                                        | 0                                        |
| 2003/04 |                                          |                                          |                                          |                                          |                                          |
| 2004/05 | 17 (389)                                 | 14 (64)                                  | 13 (160)                                 | 21 (102)                                 | 21 (47)                                  |
| 2005/06 | 22 (253)                                 | 32 (20)                                  | 21 (104)                                 | 26 (75)                                  | 23 (54)                                  |
| 2006/07 | 14 (450)                                 | 5 (92)                                   | 11 (175)                                 | 16 (124)                                 | 23 (53)                                  |
| 2007/08 | 7 (664)                                  | 16 (40)                                  | 6 (271)                                  | 4 (238)                                  | 12 (102)                                 |
| 2008/09 | 3 (894)                                  | 3 (122)                                  | 3 (352)                                  | 2 (246)                                  | 8 (146)                                  |
| 2009/10 | 12 (564)                                 | 13 (87)                                  | 15 (215)                                 | 23 (101)                                 | 9 (139)                                  |
| 2010/11 | 4 (963)                                  | 4 (133)                                  | 3 (356)                                  | 4 (268)                                  | 3 (206)                                  |
| 2011/12 | 3 (1054)                                 | 5 (108)                                  | 4 (373)                                  | 3 (361)                                  | 2 (241)                                  |

| 2002/03    | | Östersund Váltó                                                                                             | |
| 2003/04    | | | |
| 2004/05    | | Antholz-Anterselva Sprint Antholz-Anterselva Üldözőverseny                                                  | Ruhpolding Váltó                                                                                       |
| 2005/06    | | Pokljuka Vegyes váltó (VB)                                                                                  | |
| 2006/07    | | | Hochfilzen Váltó Antholz-Anterselva Váltó (VB) Antholz-Anterselva Vegyes váltó (VB)                    |
| 2007/08    | Kontiolahti Üldözőverseny Oberhof Sprint | Ruhpolding Váltó Östersund Tömegrajtos (VB) Oslo Holmenkollen Sprint                                        | Kontiolahti Sprint Antholz-Anterselva Üldözőverseny                                                    |
| 2008/09    | Hochfilzen Váltó Antholz-Anterselva Sprint Trondheim Tömegrajtos | Östersund Sprint                                                                                            | Oberhof Sprint Ruhpolding Üldözőverseny Phjongcshang Egyéni (VB)                                       |
| 2009/10    | Östersund Sprint Vancouver Egyéni (O) Kontiolahti Vegyes váltó | Hanti-Manszijszk Vegyes váltó (VB)                                                                          | Ruhpolding Váltó Oberhof Tömegrajtos                                                                   |
| 2010/11    | Pokljuka Egyéni Ruhpolding Sprint Ruhpolding Üldözőverseny Antholz-Anterselva Sprint Antholz-Anterselva Tömegrajtos Presque Isle Üldözőverseny Hanti-Manszijszk Vegyes váltó (VB) | Presque Isle Sprint Oslo Holmenkollen Sprint                                                                | Hochfilzen Váltó Hanti-Manszijszk Tömegrajtos (VB)                                                     |
| 2011/12    | Östersund Üldözőverseny Hochfilzen Váltó Nové Město na Moravě Üldözőverseny Ruhpolding Egyéni (VB) Ruhpolding Tömegrajtos (VB) Ruhpolding Vegyes váltó (VB)                       | Östersund Sprint Oberhof Váltó Oberhof Tömegrajtos Nové Město na Moravě Sprint Hanti-Manszijszk Tömegrajtos | Oslo Holmenkollen Sprint Ruhpolding Váltó (VB)                                                         |
| Összesítés | Egyéni: 3 Sprint: 5 Üldözőverseny: 5 Tömegrajtos: 3 Váltó: 2 Vegyes váltó: 3 ------------ Összesen: 21                                                                            | Egyéni: 0 Sprint: 7 Üldözőverseny: 1 Tömegrajtos: 3 Váltó: 3 Vegyes váltó: 2 ------------ Összesen: 16      | Egyéni: 1 Sprint: 3 Üldözőverseny: 2 Tömegrajtos: 2 Váltó: 6 Vegyes váltó: 1 ------------ Összesen: 15 |

- O - Olimpia és egyben világkupa forduló is.
- VB - Világbajnokság és egyben világkupa forduló is.